# Artemisia oelandica
Artemisia oelandica là một loài thực vật có hoa trong họ Cúc. Loài này được (Besser) Krasch. mô tả khoa học đầu tiên năm 1946.